# 聖海倫娜 (內布拉斯加州)
聖海倫娜（英語：St. Helena）是位於美國內布拉斯加州錫達縣的村。

## 人口
根據2020年美國人口普查的數據，聖海倫娜的面積為1.15平方千米，皆為陸地。當地共有人口91人，而人口密度為每平方千米79人。